# Блекуа-і-Торрес
Блекуа-і-Торрес (ісп. Blecua y Torres) — муніципалітет в Іспанії, у складі автономної спільноти Арагон, у провінції Уеска. Населення — 192 особи (2009).
Муніципалітет розташований на відстані близько 370 км на північний схід від Мадрида, 50 км на схід від Уески.
На території муніципалітету розташовані такі населені пункти: (дані про населення за 2009 рік)
- Блекуа: 82 особи
- Торрес-де-Монтес: 126 осіб

## Демографія
Динаміка населення (INE ):

## Галерея зображень

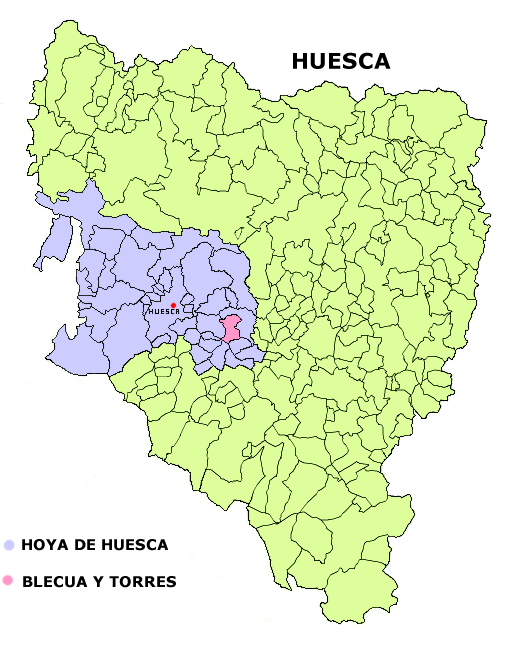
Розташування муніципалітету